# Jacob Cohn
Jacob Cohn (ur. 9 lipca 1843 r. w Altonie, zm. 23 kwietnia 1916 r. w Zabrzu (wówczas Hindenburg) – rabin gminy żydowskiej w Katowicach.

## Życiorys
Był synem kupca Aarona Cohna i jego żony Sophie z domu Weinheim Dreyfuss. Ukończył liceum w Altonie i studia talmudyczne u Jacoba Ettlingera. W 1864 r. podjął studia na Uniwersytecie w Berlinie, w latach 1864–1867 był słuchaczem szkoły talmudycznej, którą założył Veitel Heine Ephraim. 14 marca 1867 obronił w Halle doktorat. W latach 1867–1870 studiował i wykładał potem w szkole rabinackiej Azriela Hildesheimera w Eisenstadt. 
6 października 1871 r. katowicka gmina żydowska wybrała Cohna na swojego pierwszego rabina. Swoje obowiązki wykonywał od 6 stycznia 1872 przez 44 lata, aż do śmierci.  2 stycznia 1872 objął obowiązki nauczyciela religii w gimnazjum i liceum w Katowicach, gdzie uczył do 1914 r. Był jednym z najbardziej szanowanych obywateli Katowic.
Był aktywny społecznie na skalę ponadregionalną. Założył a następnie przez szereg lat przewodniczył Górnośląskiemu Związkowi Rabinackiemu, zasiadał w kuratorium Berlińskiego Seminarium Rabinackiego i uczestniczył w powołaniu do życia Stowarzyszenia Tradycyjnych Rabinów Niemieckich w Berlinie. Od 1879 r. Członek Stowarzyszenia Nauczycieli Izraelitów na Śląsku i Poznaniu oraz Związku Nauczycieli Religijnych Żydów w Rzeszy Niemieckiej.
Założyciel i dyrektor szkoły hebrajskiej w Katowicach. W 1904 r. był członkiem założycielem, przewodniczącym i członkiem komitetu Stowarzyszenia Żydów Niemieckich. Był też członkiem Stowarzyszenia Literatury Żydowskiej na Górnym Śląsku i członkiem zarządu Stowarzyszenia Historii i Literatury Żydowskiej w Katowicach.
Był członkiem komisji komunalnej ds. ubóstwa oraz przewodniczącym stowarzyszenia ochrony zwierząt. Zasiadał w zarządzie rady powierniczej izraelickiego sierocińca w Rybniku. We wrześniu 1888 r. z jego między innymi inicjatywy powstał komitet założycielski organizacji Machzikej Ewjonim, której celem było wsparcia dla najuboższych, a w szczególności dla nowo przybyłych Żydów z Galicji, bezrobotnych i pozbawionych środków do życia. W 1900 r. w komitecie wykonawczym stowarzyszenia obok Jakoba Cohna zasiadli Louis Bock, Jacob Kochmann, Simon Friedländer, Julius Nothmann i Michael Abraham.
Był motorem powstania Synagogi Wielkiej w Katowicach. Z okazji jej otwarcia wydał historię katowickiej gminy żydowskiej.
Z żoną Ernestine Goldstein (1853 – 1896) mieli sześcioro dzieci, najstarszy syn był lekarzem w Katowicach, inny syn został księgowym. Córka Selma wyszła za gliwickiego adwokata Arthura Kochmanna, ich córką z kolei była Suzanna Renzetti, żona włoskiego dyplomaty, w latach trzydziestych dwudziestego wieku zaprzyjaźniona z Adolfem Hitlerem i dostojnikami hitlerowskimi.
Zmarł w szpitalu Augusty Victorii w Zabrzu. Jest pochowany na cmentarzu żydowskim przy ulicy Kozielskiej w Katowicach.